# Вандеруп
Ва́ндеруп (нем. Wanderup, дат. Vanderup) — коммуна в Германии, в земле Шлезвиг-Гольштейн.
Входит в состав района Шлезвиг-Фленсбург. Подчиняется управлению Эггебек. Население составляет 2216 человек (на 31 декабря 2010 года). Занимает площадь 28,64 км².